# Dir en grey
Dir en grey (ディルアングレイ, Diru an gurei) é uma banda de metal japonesa formada em Osaka em 1997, após o fim da banda La:Sadie's. Kisaki, o baixista e líder da antiga banda, se separou de Kyo, Shinya, Kaoru e Die, que chamaram o baixista Toshiya para formar a então nova banda, Dir en grey.

## História

### 1997–1999: Início e primeiros anos
Dir en Grey foi precedido pela banda independente La:Sadie's, que incluiu quatro dos membros do Dir en Grey até sua dissolução. Eles se separaram pois o líder e baixista Kisaki não queria entrar em uma gravadora pensando que era cedo demais, enquanto o guitarrista Kaoru acreditava que estavam prontos para isso. Depois de deixar Kisaki, os membros Kaoru, Kyo, Die e Shinya recrutaram o baixista Toshiya e se reagruparam como uma nova banda. Depois de apresentar um show como uma banda cover de Kuroyume chamada DEATHMASK na casa de shows Nagano J em 24 de janeiro, formaram oficialmente o Dir en grey em 2 de fevereiro de 1997.
Alguns meses depois lançaram seu primeiro EP, intitulado MISSA. Após serem convidados por Dynamite Tommy a entrar em sua gravadora (também independente) Sol'finsterre, atraíram a atenção do público mainstream em 1998, alcançando o top dez das paradas musicais da Oricon com as canções "Jealous" e "-I'll-". Em seguida, o líder do X Japan, Yoshiki, produziu os cinco singles subsequentes e o primeiro álbum completo da banda, Gauze, lançado em julho de 1999. Promovendo o álbum, a banda embarcou em sua primeira turnê nacional de setembro a dezembro. Mais cedo naquele ano, o videoclipe de "Zan" estrelou no programa de televisão Music Station e o programa recebeu muitas reclamações da audiência, abismada com o conteúdo violento. No entanto, o mesmo não ocorreu com "Cage" e "Yokan".

### 2005–2018: Expansão internacional
No meio do ano de 2005 a banda centralizou sua atenção para expansão do seu público da Ásia para o resto do mundo com turnês pela Europa, participando por exemplo do Rock Am Ring e o Rock im Park na Alemanha, lançamentos de álbuns pela gravadora alemã Gan-Shin. No mesmo ano de 2005 o Dir en Grey fez apresentações na capital francesa.
No início de 2006 fez suas primeiras apresentações nos Estados Unidos com apresentações Nova Iorque e Los Angeles. Logo após suas apresentações no Estados Unidos Kyo teve um problema em suas cordas vocais passando um tempo hospitalizado, mas se recuperou a tempo para fazer turnê junto às bandas Korn, em uma turnê organizada pelo próprio Korn, chamada Korn Values Tour.
Em 2007 foi lançado álbum The Marrow of a Bone, em 7 de fevereiro no Japão, 20 de fevereiro na Europa e 2 de março nos EUA, alcançando a sétima posição nas paradas da Oricon. Participaram também em shows na Dinamarca, Finlândia, Polônia, Suécia, Reino Unido, Países Baixos e Suíça. Na volta ao Japão ainda participaram duas noites de apresentações ao lado do Linkin Park.
No ano de 2008 foi lançado o álbum Uroboros no Japão e nos Estados Unidos logo seguido por uma turnê nos EUA e no Canadá. No dia 8 de novembro de 2009 o Dir en Grey fez sua primeira apresentação no Brasil no Maquinária Festival em São Paulo.
Em 1 de agosto de 2010 a banda tocou novamente no Reino Unido participando do Festival Sonisphere em Knebworth, tocando no mesmo palco que The Cult, Iggy And The Stooges e Bring Me the Horizon.
Em 2014, durante o mês de agosto a banda comemorou o 15º aniversário de seu álbum de estreia, Gauze. Com isso, embarcaram em uma turnê japonesa intitulada Tour14 Psychonnect: Mode of "Gauze"?, o mesmo nome da turnê que eles realizaram em 1999 em apoio ao álbum.
Em 5 de agosto de 2014, a banda anunciou que seu novo álbum Arche seria lançado em 10 de dezembro de 2014 e seria sucedido em 2014-2015 pela turnê By the Grace of God. Foi seguida por outra turnê chamada The Unstoppable Life, em abril e maio de 2015. Em 27 de junho de 2015, Dir en Grey se apresentou no Lunatic Fest, festival de Luna Sea, no Makuhari Messe. Em 5 e 6 de fevereiro de 2016, apresentaram o álbum Arche no Nippon Budokan e gravaram este concerto em Blu-ray e DVD, vendidos a partir de junho. O single "Utafumi" foi lançado em julho de 2016.
Em seguida, começaram a fazer várias turnês baseadas em álbuns anteriores, chamadas From Depression To _, incluindo o ano no início e no final [mode of (nome do álbum)], como por exemplo Tour16-17 From Depression to _ [mode of Macabre]. Em 2017 fizeram um cover de "Easy Make, Easy Mark" de D'erlanger para o álbum D'erlanger Tribute Album ~Stairway to Heaven~.

### 2018–presente:The Insulated WorldePhalaris
Um álbum compilação chamado Vestige of Scratches foi lançado em 2 de janeiro de 2018. Já o single "Ningen wo Kaburu" foi lançado em 25 de abril de 2018. Um de seus lados B é um remake de "Ash", uma canção de seu ano de formação, 1997.
O álbum The Insulated World foi lançado em 26 de setembro de 2018 acompanhado de uma turnê pela Europa, seguida por uma turnê na América do Norte em dezembro e mais uma na Europa em janeiro e fevereiro de 2020.
Depois de participar do álbum de tributo a Buck-Tick de 2020 com um cover de "National Media Boys", Dir en grey lançou seu 31º single, "Ochita Koto no Aru Sora", apenas em formato digital no dia 3 de agosto. Em seguida veio "Oboro", em 28 de abril de 2021. Eles foram incluídos em Phalaris, o 11° álbum de estúdio da banda, lançado em 15 de junho de 2022. Em outubro, mais uma turnê nacional chamada Tour22 From Depression to _ começou. Enquanto isso, Kyo formou o projeto paralelo Petit Brabancon.
Em 2023, anunciaram sua primeira turnê pela Europa em 4 anos, que aconteceu em março de 2024. Regravaram suas três canções de estreia major ("Yurameki", "Akuro no Oka" e "Zan") lançando-as no single “19990120” em 17 de janeiro de 2024. No dia 24 de abril lançaram seu primeiro single inédito em três anos, "The Devil in Me". As roupas usadas por Kaoru e Toshiya no clipe da canção foram criadas pelo estúdio d'OR. Em setembro, o filme de concerto do Dir en grey Zankyou no Ketsumyaku estreou nos cinemas japoneses, apresentando entrevistas, making-ofs e gravações de shows .

## Integrantes
- Kyo (京) – vocal (1997–presente)
- Kaoru (薫) – guitarra (1997–presente)
- Die – guitarra (1997–presente)
- Toshiya – baixo (1997–presente)
- Shinya – bateria (1997–presente)

## Discografia
- Gauze (1999)
- Macabre (2000)
- Kisou (2002)
- Vulgar (2003)
- Withering to death. (2005)
- The Marrow of a Bone (2007)
- Uroboros (2008)
- Dum Spiro Spero (2011)
- Arche (2014)
- The Insulated World (2018)
- Phalaris (2022)